# Benorilato
El benorilato es un medicamento del tipo antiinflamatorio no esteroideo en la que se combina el paracetamol con un éster de la aspirina y que inhibe la producción de prostaglandina, por lo que se indica para el alivio del dolor y la inflamación en pacientes con osteoartritis, artritis reumatoide, dolor muscular, dolor tras intervención dental, obstétrica u ortopédica, bursitis, tendinitis, dolor de cabeza, neuralgia y, por sus efectos antipiréticos, para el alivio de la fiebre.
En niños con fiebre, se ha demostrado que el benorilato es inferior que el paracetamol y la aspirina cuando se administran separadamente. Por motivo de que el benorilato se convierte en aspirina, no se recomienda su administración en niños por razón del riesgo del síndrome de Reye.